# منتخب بلجيكا لهوكي الجليد
منتخب بلجيكا الوطني لهوكي الجليد هو منتخب وطني يمثل بلجيكا في منافسات هوكي الجليد الدولية، بدأ منافساته في سنة 1905، نافس في بطولة العالم لهوكي الجليد 51 مرة، نافس في الألعاب الأولمبية الشتوية 4 مرات، ونافس في بطولة أوروبا 14 مرة وفاز ببطولة 1920 يحتل حالياً التصنيف السابع والثلاثين على العالم.